# Prexaspes
Prexaspes (altgriechisch Πρηξάσπης, altiranisch *Para.wakhsh.aspa; † 522 v. Chr.) war ein persischer Adliger des Achämenidenreichs im 6. vorchristlichen Jahrhundert. 
Prexaspes diente dem Großkönig Kambyses II. während dessen Ägyptenfeldzugs als Botengänger. Von diesem wurde er um 525 v. Chr. nach Susa mit dem Auftrag entsandt, denn Königsbruder Bardiya zu töten. Diesen Auftrag erfüllte er pflichtbewusst, indem er den Prinzen entweder auf einer Jagd tötete oder im Roten Meer ertränkte. Danach kehrte er nach Ägypten zurück. Prexaspes hatte einen Sohn, der dem Großkönig als Mundschenk diente. An dem Jungen wollte der zornerfüllte Großkönig beweisen, dass er nicht trunksüchtig und verrückt geworden sei, wie es einige Perser am Hofe laut Aussage des Prexaspes glaubten. Indem er mit einem Bogen auf den Jungen schoss und ihn direkt ins Herz traf, attestierte sich der Großkönig einen klaren Verstand. Allein wenn er daneben geschossen hätte, hätten die Aussagen der Perser ihre Berechtigung gehabt. Aus Furcht um sein eigenes Leben stimmte Prexaspes dem zu.
522 v. Chr. war Prexaspes der erste, der die Usurpation des Throns durch den Mager Gaumata, der sich als Bardiya ausgab, erkannte, da er selbst den Bardiya ermordet hatte. Nachdem aber Kambyses II. kurz darauf gestorben war, leugnete er aus Furcht um sein Leben die Tat und deckte damit den Usurpator. Gaumata und die mit ihm verbündeten Magier, welche als einzige dessen wahre Identität kannten, beabsichtigten Prexaspes durch Gunstbeweise auf ihre Seite zu ziehen, in der Absicht, dass dieser niemals die Wahrheit über den Identitätsdiebstahl ausspreche. Dazu sollte er aber öffentlich die Identität des neuen Großkönigs als Bardiya bestätigen. Prexaspes erklärte sich zunächst dazu bereit, doch als er einen Turm des Palastes bestiegen hatte und zur versammelten Hofgesellschaft sprach, gestand er den Mord an Bardiya und offenbarte die Thronusurpation durch die Magier. Dazu rief er zum Aufstand der Perser gegen sie auf und stürzte sich darauf in den Tod. Sein Geständnis hatte die sieben Verschworenen Otanes, Ardumaniš (Aspathines), Gobryas, Intaphrenes, Hydarnes, Megabyzos und Darios, die unabhängig von seiner Aussage die Usurpation aufgedeckt hatten, in ihrer Absicht bestärkt, die Magier zu stürzen.
Die Geschichte des Prexaspes wurde 1968 von Peter Hacks als Drama verarbeitet.

## Familie
Prexaspes hatte einen zweiten Sohn namens Aspathines, der später den Großkönigen Dareios I. und Xerxes I. in gehobener Stellung am Hof diente. Die Vaterschaft zu ihm wird aus erhaltenen Tontafeln aus Persepolis geschlossen, indem das dort zu Aspathines genannte Patronym Parrakašpi mit Prexaspes übersetzt wird. Aspathines war von dem Geschichtsschreiber Herodot irrtümlich an Stelle des Ardumaniš zu den sieben Verschwörern gezählt wurden. Jener Prexaspes, Sohn des Aspathines, der 480 v. Chr. als Flottenkommandant auftrat, dürfte ein Enkel der hier beschriebenen Person gewesen sein.

## Der Name
Der  griechische Name Prexaspes ist in den indoiranischen Sprachen nicht überliefert und es existiert kein Wort, das der griechischen Anfangssilbe Πρηξ- (/prēk(h)s/) entsprechen könnte. Seit der Mitte des 19. Jahrhunderts gab es deshalb mehrere wissenschaftliche Versuche, den von Herodot überlieferten Namen mit altiranischen Sprachen zu verbinden. In einer neuen sprachwissenschaftlichen Studie aus dem Jahr 2024 wird der Personenname Prexaspes als die ionische Wiedergabe der altiranischen Bahuvrihi-Rekonstruktion *Para.wakhsh.aspa erkannt. Die altiranische Rekonstruktion bedeutet „jemand, der ein überbautes Pferd hat“.